# Groupe d'armées F

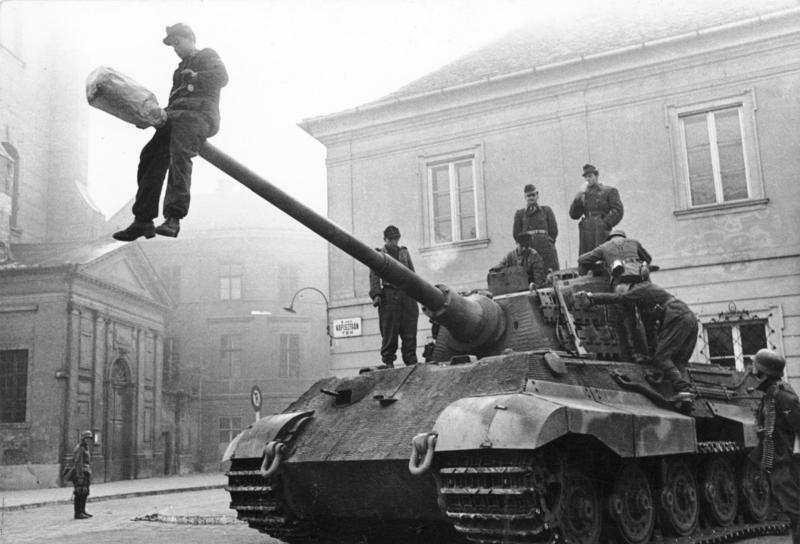
Tigre II du Panzer-Abteilung 503 à Budapest en 1944

Le nom de Groupe d'armées F (en allemand : Heeresgruppe F), pendant la Première Guerre mondiale en Orient, désigne le groupe d'armées Yildirim (en) , grande unité de l'armée ottomane sous commandement allemand. Pendant la Seconde Guerre mondiale, il désigne un groupe d'armées allemand de la Wehrmacht opérant dans les Balkans.

## Commandement suprême
| Période                      | Commandant                                                |
| ---------------------------- | --------------------------------------------------------- |
| 26 août 1943 au 25 mars 1945 | Generalfeldmarschall Maximilian Reichsfreiherr von Weichs |

### Organisation
Troupes rattachées au groupe d'armées
- Heeresgruppen-Nachrichten-Regiment 521 (521e Régiment de transmission de groupe d'armées)

Unités faisant partie du groupe d'armées
| Date      | Armées                                                                      |
| --------- | --------------------------------------------------------------------------- |
| 1943      |                                                                             |
| septembre | Heeresgruppe E, 2e Panzer Armee, Militärbefehlshaber Südost                 |
| 1944      |                                                                             |
| janvier   | Heeresgruppe E, 2e Panzer Armee, Militärbefehlshaber Südost                 |
| octobre   | Armee-Abteilung Serbien, Heeresgruppe E, 2e Panzer Armee                    |
| novembre  | Heeresgruppe E, 2e Panzer Armee                                             |
| 1945      |                                                                             |
| janvier   | Heeresgruppe E                                                              |
| février   | LXIXe Reserve-Korps, Heeresgruppe E, Kommandant Kreta, Kommandant Ost-Ägäis |